# Jelena Korban
Jelena Didilenko-Korban (rusko Елена Дидиленко-Корбан), ruska atletinja, * 20. april 1961, Sovjetska zveza.
Ni nastopila na olimpijskih igrah. Na svetovnih prvenstvih je osvojila bronasto medaljo v štafeti 4×400 m leta 1983, kot tudi na evropskih prvenstvih leta 1982.